# Nikolaus Hausmann
Nikolaus Hausmann, auch Nicolaus Hausmann (* 1478/79 in Freiberg; † 6. November 1538 ebenda) war ein deutscher evangelischer Prediger in Sachsen und Reformator im Fürstentum Anhalt-Dessau.

## Leben
Hausmann studierte in Leipzig und wurde 1503 zum Magister promoviert. Anschließend wurde in Altenburg zum Priester geweiht und wirkte als solcher zuerst in Schneeberg, wo er sich um 1519 an Martin Luther anschloss. 1521 wechselte er an die St.-Marien-Kirche in Zwickau, wo er in schwere Kämpfe mit den Zwickauer Propheten verwickelt wurde. Da er an gottesdienstlichen Reformen interessiert war, widmete ihm Luther seine „Formula missae et communionis“. Auf Hausmanns Plan, eine Beratung über gottesdienstliche Fragen zu halten, ging Luther nicht ein, stand aber weiter mit ihm im Gedankenaustausch über die Deutsche Messe und einen evangelischen Katechismus. Zur Reform des Kirchenwesens schrieb Hausmann die Schrift „Musterung und Anschlag“. Wichtig ist besonders sein Anteil an der Visitation in Kursachsen, für die er bereits 1525 dem Kurfürsten Vorschläge unterbreitete. Von der Visitation erwartete er Abhilfe der eingerissenen Übelstände. Seine praktischen Anregungen nahm Luther gern nach dem Bauernkrieg auf.
Auf Luthers Empfehlung kam Hausmann 1532 nach Dessau und beeinflusste die Durchführung der Reformation in Anhalt. Die von ihm verfasste Kirchenordnung blieb ungedruckt. Nach fünf Jahren wurde er als Superintendent in seine Vaterstadt Freiberg berufen. Bei seiner Antrittspredigt als erster lutherischer Prediger im Freiberger Dom wurde er auf der Tulpenkanzel vom Schlage gerührt und starb bald darauf.
Hausmann war unverheiratet. Allgemein hoch geachtet, galt er als ein Prediger, der nicht nur lehrte, sondern sich vor allem um ein christliches Leben mühte. Gerühmt wurde er als Vater der Armen.
Martin Luther bekannte von Hausmann, dass er ihn gern immer um sich gehabt hätte. Die beiden standen in einem engen Briefwechsel, von dem mehr als 100 Briefe überliefert sind.

## Werke
- „Musterung und Anschlag“